# 藤森英二
藤森 英二（ふじもり えいじ、1932年〈昭和7年〉7月25日 - 2018年〈平成30年〉4月4日）は、日本の政治家。郡山市長（3期）を務めた。

## 略歴
長野県諏訪市出身。福島県立安積高等学校卒業。
1955年（昭和30年）明治大学商学部卒業。同年郡山市役所に入り、総務部長、保健衛生部長などを歴任する。

### 1989年郡山市長選挙
1989年（平成元年）の市長選に立候補したが、この時は現職の青木久に敗れた。
※当日有権者数：-人 最終投票率：71.27%（前回比：-pts）
| 候補者名 | 年齢 | 所属党派 | 新旧別 | 得票数   | 得票率 | 推薦・支持 |
| -------- | ---- | -------- | ------ | -------- | ------ | ---------- |
| 青木久   | 66   | -        | 現     | 74,053票 | 48.4%  | -          |
| 藤森英二 | 56   | -        | 新     | 73,188票 | 47.8%  | -          |
| 渡辺昭好 | 48   | -        | 新     | 5,851票  | 3.8%   | -          |

### 1993年郡山市長選挙
1993年（平成5年）の市長選に社会党、日本新党の推薦を受けて立候補して、自民党前県議の新人を破って初当選する。
※当日有権者数：-人 最終投票率：67.55%（前回比：-pts）
| 候補者名 | 年齢 | 所属党派 | 新旧別 | 得票数   | 得票率 | 推薦・支持       |
| -------- | ---- | -------- | ------ | -------- | ------ | ---------------- |
| 藤森英二 | 60   | 無所属   | 新     | 88,395票 | 58.4%  | 社会・日本新推薦 |
| 柳沼秀雄 | 56   | 無所属   | 新     | 62,911票 | 41.6%  | -                |

1997年（平成9年）郡山市を東北初の中核市に移行させる。

### 1997年郡山市長選挙
同年の市長選で新人2人を破って再選を果たした。
※当日有権者数：-人 最終投票率：57.75%（前回比：-pts）
| 候補者名 | 年齢 | 所属党派 | 新旧別 | 得票数   | 得票率 | 推薦・支持 |
| -------- | ---- | -------- | ------ | -------- | ------ | ---------- |
| 藤森英二 | 64   | -        | 現     | 86,469票 | 63.0%  | -          |
| 溝井康之 | 56   | -        | 新     | 44,302票 | 32.3%  | -          |
| 森谷稔   | 42   | -        | 新     | 6,473票  | 4.7%   | -          |

2001年（平成13年）長年の懸案だった郡山駅西口再開発事業でビッグアイを建設。
2003年（平成15年）日東紡績郡山第一工場跡地に21世紀記念公園麓山の杜を建設。
2005年（平成17年）4月26日に郡山市長を退任した。そのほか、全国市長会副会長、県市長会長、日本下水道協会副会長、日本土地区画整理協会副会長、全国水防管理団体連合会副会長、全国都市公園整備促進協議会副会長なども歴任。
2010年（平成22年）春の叙勲で旭日小綬章を受賞。
2018年（平成30年）老衰のため郡山市内の特別養護老人ホームで死去、85歳。死没日をもって正五位に叙される。